# Marc Khoueiry
Marc Khoueiry (in arabo مارك خويري‎?; Beirut, 21 agosto 2001) è un cestista libanese.
È soprannominato Bobo.

## Carriera
Nel 2018 ha fatto il suo esordio da professionista con la maglia del Club Sagesse Beirut nella Lebanese Basketball League. Dopo la sua stagione d'esordio ha rinnovato varie volte il suo contratto con la squadra verde-nera. 
Nel giugno 2024 ha rinnovato nuovamente, per altre due stagioni, il suo contratto con il Club Sagesse Beirut.